# Proctacanthus
Proctacanthus is een geslacht van vliegen uit de familie van de roofvliegen (Asilidae). De wetenschappelijke naam is voor het eerst geldig gepubliceerd in 1838 door J. Macquart.
Het zijn grote, robuuste vliegen met een lengte van 20 tot 45 mm. Ze hebben een lang, spits uitlopend abdomen dat tot achter de vleugels reikt.
Ze komen voor in het Nearctisch gebied en het Neotropisch gebied. Macquart, in 1838, rekende ook Proctacanthus niveus uit Arabië en P. durvillei uit Australië tot dit geslacht; deze soorten zijn nu in andere geslachten geplaatst, respectievelijk als  Satanas niveus en Neoscleropogon durvillei.

## Soorten
- P. arno Townsend, 1895
- P. basifascia Walker, 1855
- P. brevipennis (Wiedemann, 1828)
- P. caudatus Hine, 1911
- P. coprates Walker, 1849
- P. coquillettii Hine, 1911
- P. craverii Bellardi, 1861
- P. danforthi Curran, 1951
- P. darlingtoni Curran, 1951
- P. distinctus (Wiedemann, 1828)
- P. dominicanus Curran, 1951
- P. duryi Hine, 1911
- P. fractus Cockerell, 1921
- P. fulviventris Macquart, 1850
- P. gracilis Bromley, 1928
- P. heros (Wiedemann, 1828)
- P. hinei Bromley, 1928
- P. lerneri Curran, 1951
- P. leucopogon (Wiedemann, 1828)
- P. longus (Wiedemann, 1821)
- P. micans Schiner, 1867
- P. milbertii Macquart, 1838
- P. nearno Martin, 1962
- P. nigrimanus Curran, 1951
- P. nigriventris Macquart, 1838
- P. nigrofemoratus Hine, 1911
- P. occidentalis Hine, 1911
- P. philadelphicus Macquart, 1838
- P. rodecki James, 1933
- P. rufus Williston, 1885
- P. vittatus (Olivier, 1789)